# Optierung
Unter Optierung wird in der Schweiz die freiwillige Unterstellung unter die Mehrwertsteuer verstanden.
Diese kann entweder von einer natürlichen Person selbst beantragt oder durch die Eidgenössische Steuerverwaltung vorgenommen werden (z. B. bei Nichtanmeldung der Steuerpflicht innert 30 Tagen wird die Optierung automatisch angenommen).